# Japanischer Nationalismus

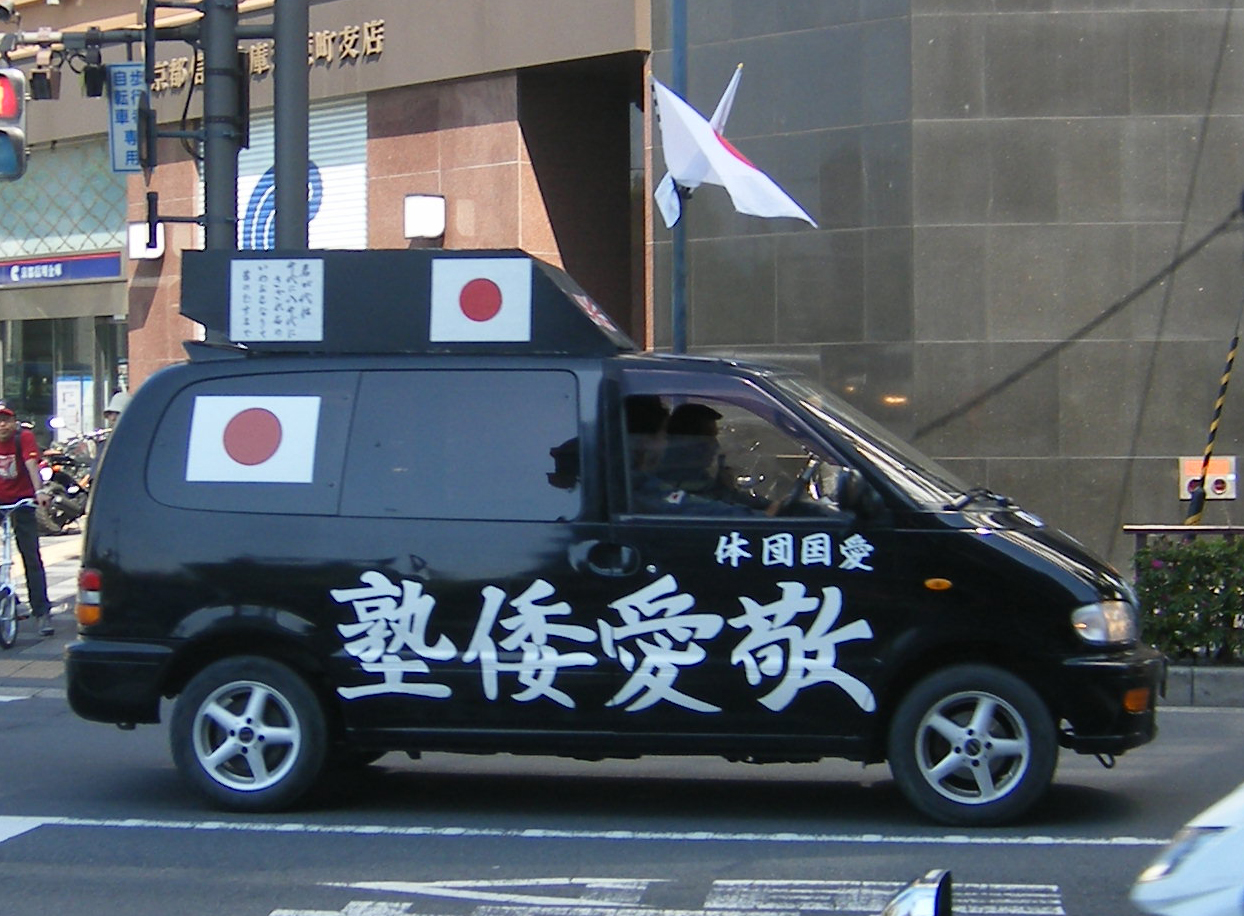
2006, Propagandawagen rechter Nationalisten (Uyoku) in Japan mit dem Aufschrift – „Liebet und ehret Wajuku“ (敬愛倭塾)

Der Japanische Nationalismus (jap. 国家主義, Kokka shugi, dt. „Nationalismus“) zeigt sich in einer Glorifizierung der eigenen Nation. Die Ursprünge gehen zurück auf die großen Veränderungen in der Meiji-Periode Ende des 19. Jahrhunderts und finden ihre Fortsetzung in der mangelnden Vergangenheitsaufarbeitung nach dem Zweiten Weltkrieg.
Japanischer Nationalismus gewann vor allem im 20. Jahrhundert an Bedeutung und war Teil der Ideologie, um die japanische imperialistische Expansionspolitik zu legitimieren. Nach Ende des Zweiten Weltkrieges gewann er mit dem Wirtschaftswachstum wieder an Bedeutung in der Gesellschaft. Nationalistische Gedanken der heutigen Zeit werden oft damit begründet, dass die wirtschaftliche Größe Chinas, die Demonstrationen von Militärpräsenz und -schlagfertigkeit Chinas als auch Nordkoreas dies erfordern.

## Die Ursprünge in der Meiji-Periode (1868–1911)

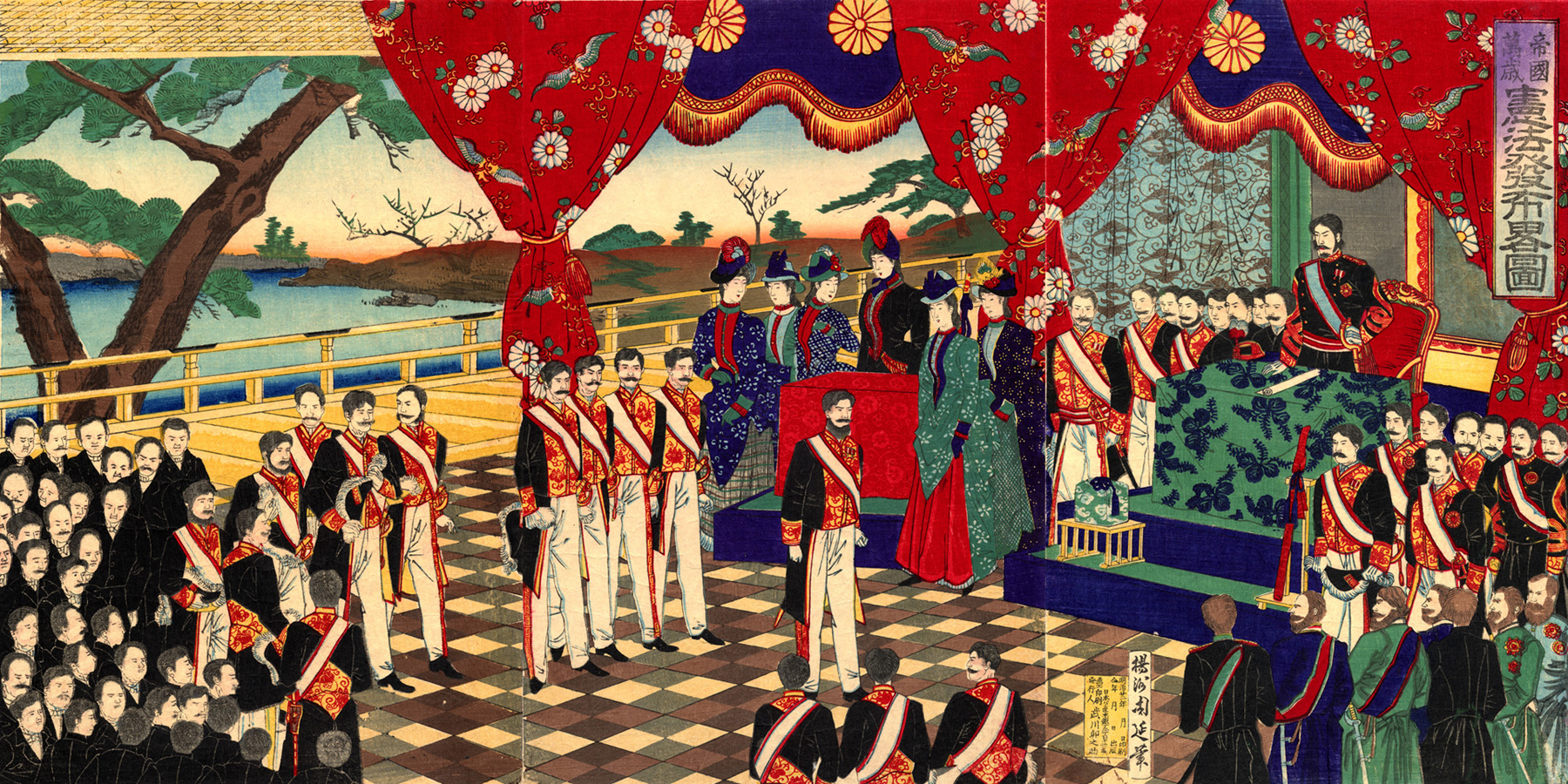
Verlesung der Verfassung

Die Meiji-Restauration von 1868 läutete eine neue Ära in Japan ein. Das Tokugawa-Shogunat wurde gestürzt und die Herrschaft ging nach mehr als 500 Jahren wieder auf den neuen Tennō, Mutsuhito, über. Dem neuen Kaiser kam eine zentrale Führungsrolle als Symbol der Einigkeit Japans zu, das vorher in viele kleine Daimyate, die von den jeweiligen Daimyos regiert wurden, unterteilt war. Durch die Meiji-Restauration wurde aus einem Feudalstaat ein Nationalstaat. Die Meiji-Periode ist aber auch für ihre zahlreichen sozialen und wirtschaftlichen Reformen und die Öffnung Japans zum Westen hin bekannt.

### Die Anfänge des Nationalismus
Die Abschaffung des hierarchischen Gesellschaftsstatussystems der Tokugawa-Periode legte die politische Grundlage zur Erschaffung eines Massennationalismus. Durch das Auflösen dieser Hierarchie fühlten sich nun auch die davor benachteiligten niedrigeren Schichten dazugehörig und verantwortlich für Japan. Nationalismus stand für die Modernisierung Japans nach dem Vorbild des Westens.

### Die Öffnung Japans
Die Meiji-Regierung war die erste japanische Regierung, die eine Öffnung des Landes zuließ und Handelsabkommen mit anderen Nationen abschloss. Durch die rasante Öffnung des Landes konnte sich die nationale Wirtschaft aber nicht schnell genug an die Standards der westlichen Industrienationen anpassen. Eine Inflation folgte, so dass bei dem Großteil der Bevölkerung das gemeinsame Feindbild des Westens entstand. Durch die Öffnung kam die japanische Bevölkerung das erste Mal mit anderen politischen Systemen und Einstellungen in Kontakt, die davor völlig unbekannt für den Inselstaat waren, darunter die Idee des Nationalismus. Aus diesem Einfluss entwickelten sich zwei der damals dominantesten Formen des Nationalismus die in Konkurrenz zueinander standen, Kokumin und Minzoku.

### Formen des Nationalismus

#### Kokumin
Der Begriff Kokumin (国民, koku für Land, min für Menschen) entstand 1817 und beschrieb die Gesamtheit aller Samurai eines bestimmten Shōgunates. Die unteren Gesellschaftsschichten wurden dabei nicht beachtet. Innerhalb Japans gab es viele verschiedene Kokumin. Zur Zeit der Meiji-Periode änderte sich das. Kokumin wurde ein Synonym für die politische Zugehörigkeit zu einer Gruppe. Personen außerhalb dieser Gruppe wurden als minderwertig gesehen. In der Politik wurde der Begriff anfangs verwendet, um die Rechte der Samurai, die viele Privilegien vor der Meiji-Periode genossen, vor der Regierung zu schützen. Dies änderte sich aber schnell und der Begriff wurde ein Synonym für linkspopulistische Ansichten. Kokumin beschränkt sich nicht auf eine ethnische Gruppe, sondern bezieht sich auf eine Gruppe die dasselbe Gedankengut hat und sich durch dieses überlegen fühlt.
Vor der Meiji-Periode wurde diese Ansicht vor allem von Gegnern des christlichen Glaubens vertreten, die den christlichen Glauben als Gefahr für ihr Japan sahen. Bemerkenswert ist, dass sich in der Zeit der Meiji-Periode vor allem Christen für Kokumin ausgesprochen hatten.
Die Ansichten des Kokumin entstanden vor allem nach dem Vorbild Frankreichs, das zu dieser Zeit den Vormarsch des republikanischen Nationalismus erlebte. Diese Einstellung der politischen Überlegenheit wurde durch Übersetzungen französischer Texte über die Revolution nach Japan getragen. Mehrere japanischen Populisten romantisierten die Revolution, die zu der „Dritten Republik“ in Frankreich führte und verwendeten sie für ihre Zwecke, allen voran Miyazaki Muryū, der selbst Texte aus dem Französischen frei übersetzte und seine eigene politische Botschaft mit einfließen ließ. Die nationalistische Ausrichtung Kokumin war vor allem vor den 1890er Jahren populär und wurde danach von der Minzoku-Richtung abgelöst. Nach den 1920er Jahren lebte Kokumin wieder auf.

#### Minzoku
Minzoku (民族, Volk, Ethnos) war eine Wortneuschöpfung der Meiji-Periode. Der Begriff definiert eine ethnische Gruppe und wurde zu einem nationalistischen Schlagwort innerhalb der Politik Japans, das auch heute noch oft verwendet wird. Diese Form des Nationalismus kann man als rechtspopulistisch bezeichnen.
Zur Zeit der Meiji-Periode wurde durch den Minzoku eine nationalistische Einstellung beschrieben, die alle ethnischen Mitglieder des japanischen Volkes als überlegen sieht. Starke Unterstützung erhielt diese Auffassung durch die Religion des Shintoismus, der die Japaner zu Nachfahren der Götter erklärt. Der soziale Status spielte bei der Zugehörigkeit keine Rolle. Die Idee des Minzoku basierte auf preußischem Vorbild und orientierte sich an bekannten Politikern wie Otto von Bismarck und Johann Caspar Bluntschli. Bekannter Vertreter war vor allem Tōyama Mitsuru der Gründer der ultranationalistischen Partei Gen’yōsha.

### Verbreitung des Nationalismus durch die Religion
Zu Beginn der Meiji-Periode hat der Shintōismus den Buddhismus als Staatsreligion abgelöst. Die zwingende Trennung, auf Japanisch auch Shinbutsu-Bunri genannt, von Buddhismus und Shintōismus, dem Buddha und dem Kami, im Jahr 1868 durch die Meiji-Restauration, führte zum Verlust der Vormachtstellung des Buddhismus im Staat und dem Aufstieg des Shintōismus.

#### Shintōismus
„Shintō … [ist] im weitesten Sinne die Urreligion Japans, im engeren Sinne ein aus Urreligion und chinesischen Elementen zu politischen Zwecken ausgebautes System.“

Der Shintōismus ist untrennbar mit Japan und den Japanern verbunden. Es ist eine ethnische Religion, die die Essenz der Japanischen Identität innehat. Im späten 19. Jahrhundert und in der ersten Hälfte des 20. Jahrhunderts ist es zur Staatsreligion geworden. Es ist (unzertrennlich) verbunden mit der Ursache des japanischen Nationalismus.
Man unterscheidet verschiedene Formen des Shintōismus: Kaiser-Shintō, Volk-Shintō, Sekten-Shintō und Staats-Shintō. Alle Formen wurden in der späteren Zeit als nationalistische Ziele anerkannt. Jedoch haben nur der Staats-Shintō und der Kaiser-Shintō eine direkte Verbindung zum Nationalismus in der Meiji-Periode.

##### Staats-Shintō
Staats-Shintō (国家神道, kokka shintō) war das Werkzeug der Regierung, um die japanische Bevölkerung zu einigen und einen Nationalismus zu erschaffen. Der Shintōismus wurde systematisch, wenn auch unregelmäßig vom Staat gefördert und diente als symbolische Legalisierung. Der Begriff Staats-Shintō wurde erst rückwirkend nach dem Zweiten Weltkrieg benutzt. Davor nannte man ihn Schrein-Shintō.
In der Meiji-Verfassung wurde Religionsfreiheit gewährt:

„Art. 28 Alle japanischen Untertanen genießen, soweit es nicht gegen Frieden und Ordnung verstösst, und nicht ihren Pflichten als Untertanen Abbruch tut, Freiheit des religiösen Bekenntnisses.“

Deshalb wurden die staatlich verordneten Formen der Tennō-Verehrung nicht als „religiöse Handlungen“, sondern als „staatsbürgerliche Pflichten“ bezeichnet, auch wenn sie im Rahmen von Schreinriten stattfanden. Dabei orientierte sich der Staat an verschiedenen Shintō-Traditionen und -Glaubensinhalten, um den Tennō zu legitimieren und das Volk durch Zugehörigkeitsgefühl zu einigen. So wurden alle Schreine verstaatlicht und alle Einwohner Japans waren verpflichtet, sich bei den lokalen Schreinen registrieren zu lassen.
Das Ende des Staats-Shintō wurde durch die neue Verfassung nach dem Zweiten Weltkrieg festgelegt.

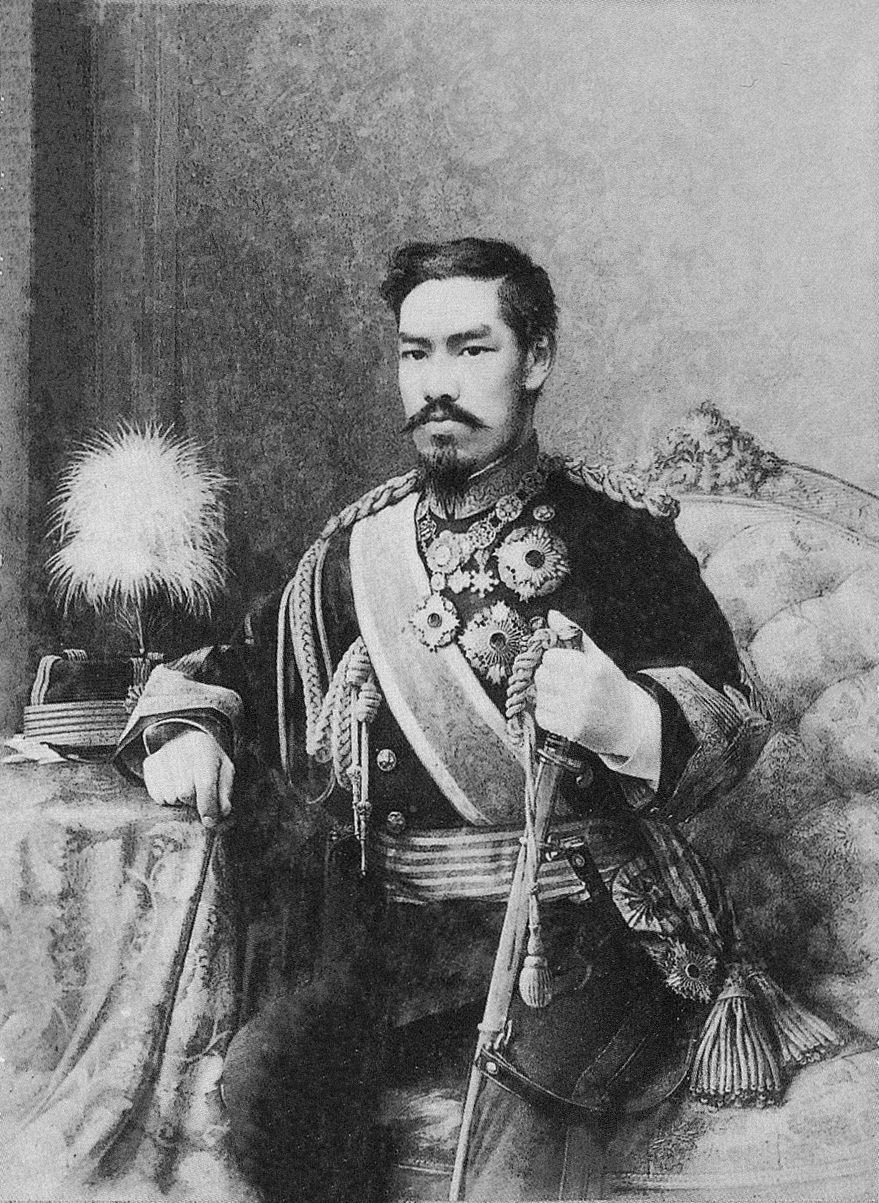
Tennō Mutsuhito (1888)

##### Kaiser-Shintō
Der Kaiser-Shintō bezeichnet die Praktizierung von Riten und Bräuchen durch den Tennō. Dies zeigt nur die besondere Rolle des Tennōs im Shintoismus. Durch die Zentralisierung des Tennos in der Shintō Religion wurde er zum obersten Priester im Shintō. Mit der Abkommenschaft von dem ersten Kaiser Japans, dem Jimmu, einen Urururenkel von Amaterasu, der japanischen Sonnengöttin des Shintō legitimierte der Kaiser seine gottgleiche Stellung. Diese Legende war schon vorher bekannt, in der Meiji-Periode diente sie als Begründung für den Stand und die Rolle des Tennōs. Japans Politik, alle sozialen, militärischen und religiösen Institutionen drehten sich um den Kaiser.
Die Stärkung der Position des Tennō wurde in den ersten Jahren der Meiji-Periode vorangetrieben, in dem Abgesandte im ganzen Land Aufrufe verteilten, um die Untertanen über ihren Kaiser zu informieren. So wurde unter anderem in einer Ankündigung am Gerichtsgebäude Nagasaki folgendes erklärt:

„In diesem Land, was man Japan nennt, ist einer, den man den Kaiser nennt, der abstammt von der Sonnengottheit. Das hat sich seit damals kein bisschen verändert und wie die Sonne hoch im Himmel ist, ist er unser Meister.“

Doch noch effektiver als diese Aufrufe, waren die Reisen des Tennōs durch Japan, wo er von den Menschen gesehen und als Herrscher wahrgenommen werden konnte. Eine ähnliche Funktion erfüllten die im Land verbreiteten Porträts, die in allen Schulen und öffentlichen Ämtern präsentiert wurden.

##### Volks-Shintō
Minzoku Shintō, oder auch Volks-Shintō ist der Name des vom einfachen Volk praktizierten Shintoismus. Diese traditionelle Art und Weise wurde an den lokalen Schreinen ausgelebt und nicht vom Staat durch die Reformen beeinflusst. Volks-Shintō fließt in viele Übergangsrituale ein, die in Japan gefeiert werden, zusammen mit der Agrarkultur und anderen Festen.

##### Sekten-Shintō
Der Sekten-Shintō bestand aus einer losen Verbindung von 13 Organisationen, die an bestimmte Richtungen im Shintō glaubten, die aber mit der neuen Staatsreligion nicht einvernehmlich war.

#### Buddhismus
Der Buddhismus musste sich dem damals nationalistischen Gedankengut anpassen, um wieder an Popularität zu gewinnen. Es wurden anti-christliche Kampagnen gestartet, die auch von der Regierung positiv aufgenommen wurden. 1870 kam es zu Protesten gegen die Unterdrückung des Buddhismus, woraufhin die Regierung ihre Sanktionen lockerte und buddhistischen Priestern die Möglichkeit gab für den Staat zu arbeiten. In dieser Zeit bildete sich die Schule des Shin-Buddhismus, ein Zweig des Buddhismus mit sehr nationalistischem Gedankengut. Die Anhänger wurden von dem Staat vielfach als Kolonisten verwendet, vor allem um mehr Fuß in Ostasien zu fassen. Der bekannteste Shin-Priester war Inoue Enryō, der mit anderen buddhistischen Anhängern, unter anderem Shimaji Morukai und Ōuchi Seiran, 1889 die Volksorganisation „Vereinigte Bewegung zur Verehrung des Kaisers und des Buddha“ gründete. Diese Organisation war aggressiv-antichristlich ausgerichtet und schreckte auch vor gewalttätigen Handlungen nicht zurück.

### Verbreitung des Nationalismus über die Schulen

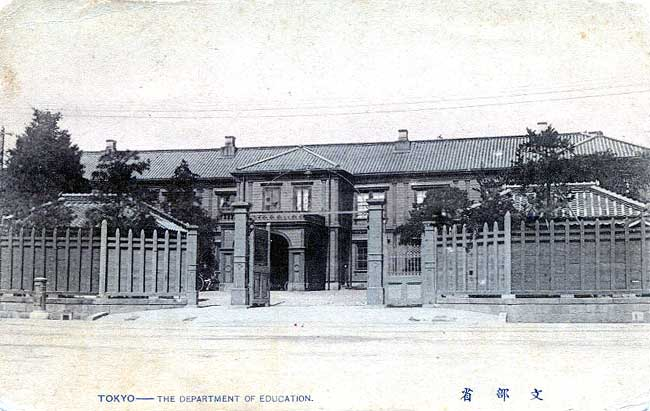
Postkarte vom japanischen Bildungsministerium, circa 1890

Die ab 1872 eingeführte Schulpflicht für Mädchen und Jungen nutzte der Staat, um der breiten Bevölkerung die nationalistischen Wertvorstellungen zu vermitteln, so dass diese sie verinnerlichen konnten. So sollte unter anderem in der Schule das Bild des Kaiserpaares verehrt werden.
Aus einem Zitat aus dem Kaiserliches Erziehungsedikt von 30. Oktober 1890: „Sollte es je sich nötig erweisen, so opfert euch tapfer für das Vaterland auf!“ wird deutlich, dass man einen Nationalismus bis zur Selbstaufopferung fordert.
Vom Religionsministerium wurden drei Lehrgebote (sanjō kyōken) der Großen Lehre herausgegeben, die jeder Lehrer beachten sollte. Diese waren jedoch sehr allgemein gehalten.
1. Übereinstimmung mit dem Geist der Verehrung gegenüber den Kami und Liebe für den Kaiser
2. Klarstellung des himmlischen Prinzips und des menschlichen Wegs
3. Lobpreisung des Kaisers und Gehorsam gegenüber dem Kaiserhaus

Das Ziel dieser Erziehung war die Produktion von talentierten, gebildeten und patriotische Untertanen.

## Japanischer Nationalismus ab 1911
Nationalismus kann sich in allen Bereichen des Alltags widerspiegeln, diese Durchdringung des Lebens wurde in Japan politisch bewusst dazu eingesetzt, um die Nation und die Nationalität zu etwas Besonderem zu stilisieren, als auch Kolonialisierung und Krieg zu legitimieren.

### Politik
Nach der Meiji-Zeit (1868–1912) gewannen Parteien wieder mehr an politischer Macht, getragen durch das Bestreben der Bevölkerung mehr Mitsprache und Mitbestimmungsrecht zu erlangen. Insbesondere das Wahlrecht wurde hier erneuert. Erste sozialistische Parteien entstanden, wie die Shakai Taishūtō, oder auch die Kommunistische Partei Japans.
Durch die Weltwirtschaftskrise 1930, die auch Japan erfasste, brach die Exportwirtschaft zusammen und brachte gravierende Folge für die Zivilbevölkerung. In diesem Zuge gründeten sich viele rechtsradikale, nationalistische Gruppen, die eine „Heilung der Nation“ herbeiführen wollten, indem sie den Kapitalismus und Liberalismus beseitigen wollten. Das Militär rückte die Parteien immer weiter in den Hintergrund, mit seinen nationalistischen Ideen setzte es den rechtsradikalen, nationalistischen Kurs fort.
Erst nach dem Zweiten Weltkrieg und mit der Verabschiedung der neuen Verfassung am 3. Mai 1947 nahm die Einflussnahme der Parteien in das politische Geschehen wieder zu. Eine der stärksten Parteien, die Liberaldemokratische Partei Japans, LDP (自由民主党, Jiyūminshutō), teilte sich selbst noch einmal in mehrere innerparteiliche Strömungen. Dabei stellte der nationalkonservative Flügel unter Ishibashi Tanzan und Hatoyama Iichirō die Forderung, den Friedensartikel der neuen Verfassung (Artikel 9) zu revidieren und japanischen Militärs wieder zu bewaffnen. Die LDP brachte im Laufe der folgenden Jahrzehnte immer wieder kleine konservative, rechte Parteien hervor, die sich durch ihre teils radikalen Ansichten von der LPD abspalteten. Zum Beispiel die rechtspopulistische Partei der Restauration (日本維新の会, Nippon Ishin no Kai). Besuche des Yasukuni-Schreins von hochrangigen Politikern wie der von Jun’ichirō Koizumi 2005 lösen immer wieder nationale und internationale Debatten auf, da hier auch Kriegsverbrecher geehrt werden. In Koizumis Selbstverständnis waren solche Besuche nicht gegen Japans lange Entwicklung zu einem friedlichen Land und der Reflexion der eigenen Vergangenheit gerichtet.

### Militär
Die japanischen Streitkräfte wurden von 1868 bis 1945 Kaiserlich Japanische Armee, ab 1945 Selbstverteidigungsstreitkräfte genannt. Seit 1900 hatten die Japanische Armee und die Kaiserlich Japanische Marine ein Vetorecht bei der Kabinettsbildung. Mit dem fortschreitenden Militarismus wuchs neben der Größe der Armee auch ihr politisches Engagement. Zwei Putschversuche des Militärs scheiterten. Die dominanteste Idee der Militärfraktionen war die des Panjapanismus, in Form einer asiatischen Staaten-Konföderation unter japanischer Führung und das Organisieren der Kolonien unter einer Großostasiatischen Wohlstandssphäre. Neben der Idee des Militarismus, dass ein starkes Militär eine starke Nation bedeutet, war dem Militär Japan und das japanische Volk heilig, was sie auf den Japanischen Buddhismus und Shinto begründeten.
Das Massaker von Nanking, Trostfrauen und japanische Kriegspropaganda zeigten das Ausmaß der japanischen ultranationalistischen Sichtweise des Militärs. Dieses Zulassen und stillschweigende Gestatten von Kriegsverbrechen ist ein Indiz, dass sich hier nicht nur Japan(er) über Angehörige andere Nationalitäten stellten, sondern den Gegnern neben Minderwertigkeit noch Unmenschlichkeit unterstellten. Diese Abwertung anderer Völker zeichnete sich unter anderem im Umgang mit Kriegsgefangenen, den zahlreichen Menschenversuchen (Einheit 731), willkürlichen Tötungen und Verstümmelungen aus. Mit der bedingungslosen Kapitulation wurde die Armee aufgelöst und Truppen der USA in Japan stationiert.
Die japanischen Selbstverteidigungsstreitkräfte, die von den amerikanischen Besatzern aufgebaut wurden, nahmen bis heute noch nicht an Kampfhandlungen teil. Seit März 2016 gibt es das „Recht zur kollektiven Selbstverteidigung“, das Gesetz beinhaltet das Recht zur bewaffneten Unterstützung auf Aufruf durch die Vereinten Nationen oder durch Nichtregierungsorganisationen.

### Religion nach 1911

#### Buddhismus
Vor allem im Zweiten Weltkrieg befürworteten verschiedenste Zen-Meister, unter ihnen D.T. Suzuki und Harada Sogaku, den japanischen Militarismus und äußerten sich positiv zum Kriegsgeschehen.

„[Wenn befohlen wird, zu] marschieren: marsch, marsch; [wenn befohlen wird, zu] schießen: peng, peng. Das ist die Manifestation der höchsten Weisheit [der Erleuchtung]. Die Einheit von Zen und Krieg, von der ich spreche, erstreckt sich bis in die abgelegensten Bereiche des heiligen Krieges [, der im Augenblick tobt].“

Zudem kam es auch zu verschiedenen Gewalttaten und Attentaten ausgehend von bestimmten Zen-Meistern und ihren Schülern, die letztendlich zur Entwicklung der Tennō-zentrierten, militärisch dominierten Gesellschaft um 1940 führten. Beispielhaft dafür ist die Ermordung des Oberleutnant Aizawa Saburo 1935 durch einen Studenten der Soto-Sekte, der sich vor Gericht gestellt auf die Lehren des Zen berief. Inoue Nissho, ein radikaler Buddhistischer Lehrmeister, der Anführer der sogenannten „Blutschwur-Corps“ war, ermordete mehrere einflussreiche wirtschaftliche und politische Eliten. Dieser rechtfertigte ebenfalls seine Taten mit dem Gedankengut des Buddhismus.

#### Shintō

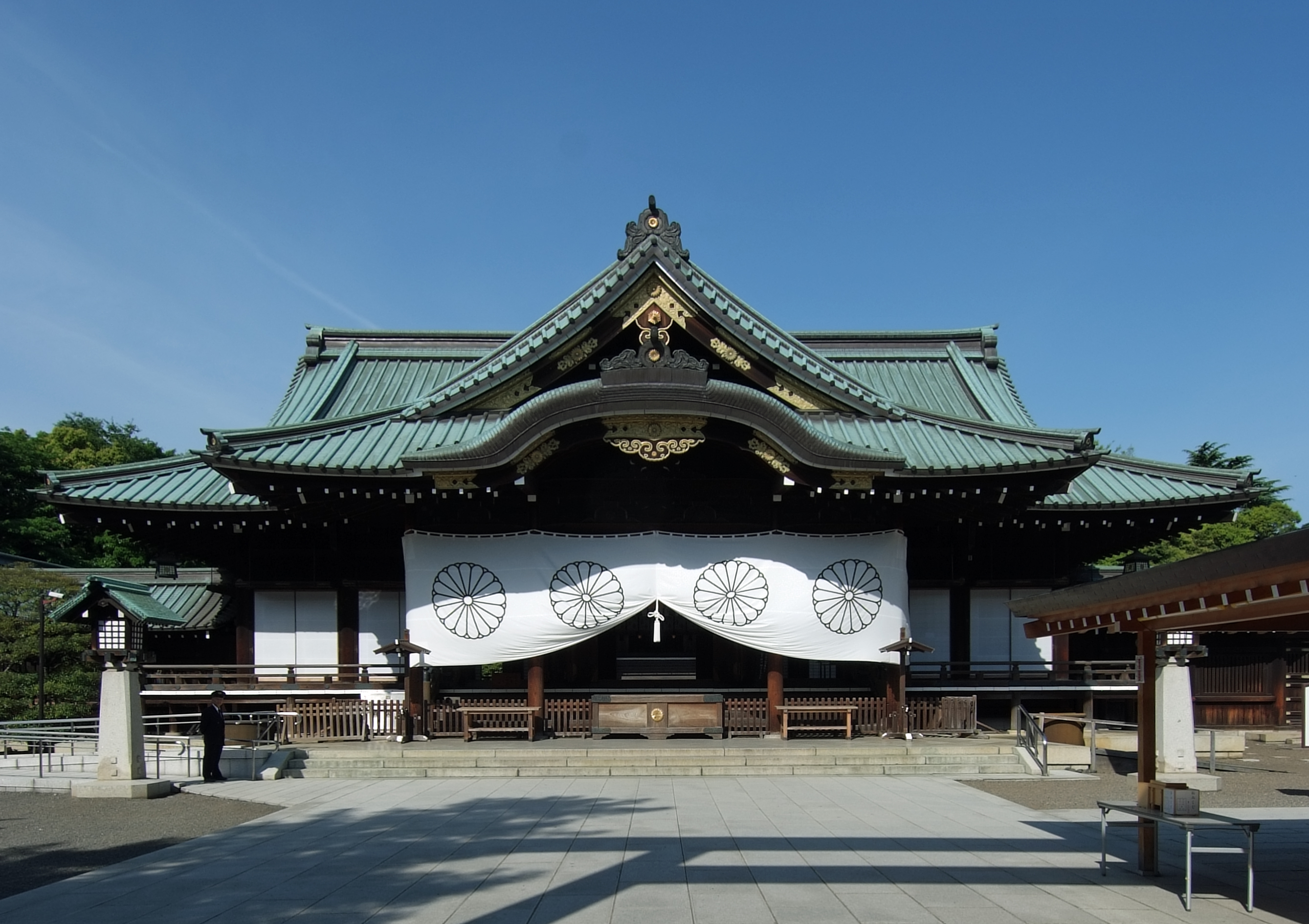
Die Gebetshalle (haiden) des Yasukuni-Schreins – Nationale und kaiserliche Siegel Japans am Noren an der Vorderseite, 2010

Nach dem Zweiten Weltkrieg kam es 1945 zum Verbot des Staats-Shintō als Staatsreligion (Staats-Shintō). 1946 verzichtete der Tennō auf jeden Anspruch auf Göttlichkeit. Die bis dato existierenden Regierungsinstitutionen zur Kontrolle religiöser Angelegenheiten wurden aufgelöst. Prekär und immer wieder Bestandteil von Ärgernissen sind Besuche des Yasukuni-Schreins von hochrangigen japanischen Politikern. Dieser Schrein dient der Verehrung aller Kriegstoten Japans, darunter auch Kriegsverbrechern. Kaiser Hirohito meidet aufgrund dessen seit 1979 diesen Schrein.

### Erziehung
Das Kriegsende 1945 brachte auch die Reformierung des japanischen Schulsystems mit sich. Ein Schritt in die Demokratisierung und Anti-Militarisierung begann mit dem Schwärzen (墨塗り, suminuri) der japanischen Schulgeschichtsbücher. Lehrer wurden von der Regierung angewiesen, militärische und andere belehrende Inhalte aus den Büchern heraus zu streichen. Die neuen Lehrbücher von 1946 betitelten den Zweiten Weltkrieg unter dem neuen Namen Pazifikkrieg (太平洋戦争), widmeten sich jedoch nicht der weitaus schwierigeren Frage nach der Verantwortung der Japaner.
Die patriotische Erziehung nahm in den folgenden Jahrzehnten, trotz der Anti-Nationalisierung der japanischen Gesellschaft, weiterhin eine wichtige Rolle in den Lehrplänen und Lehrbüchern des allgemeinen Bildungswesens ein. Kriegsverbrechen und Gräueltaten der japanischen Regierung und des Militärs während der ersten Hälfte des 20. Jahrhunderts werden bis heute im Geschichtsunterricht nur angeschnitten. Das ist ein Grund für mangelndes Verständnis der nachwachsenden Generation in Bezug auf die abwehrende Haltung der pazifischen Nachbarstaaten, vornehmlich Korea und China. Grausamkeiten wie das Massaker von Nanking 1937, die Tests von biologischen Kampfmitteln an der chinesischen Zivilbevölkerung oder die Zwangsprostitution von sogenannten „Trostfrauen“ (慰安婦 ianfu) in Korea und anderen Staaten Asiens werden in ungenügender Tiefe behandelt. Die Textbücher spielen oft die Verantwortung des japanischen Staates herunter und versuchen somit die Ehre, Autorität und den Status der japanischen Bevölkerung zum Zeitpunkt der Kapitulation 1945 zu wahren. Es gibt bis heute viele Dispute und öffentliche Auseinandersetzungen im Rahmen des japanischen Schulbuchstreits.

### Rechte zivile Bewegungen
Um die 900 ultra-nationale, rechtsextreme Bürgergruppen (右翼団体 uyoku dantai, dt. „Organisation rechter Gruppen“), die unter dem Oberbegriff Uyoku (右翼, „Rechter Flügel“) zusammengefasst werden, existieren heute in Japan. Die rund 10.000 Mitglieder vertreten rechtsextreme und ultranationalistische Ansichten, die sich in einer anti-kommunistischen und anti-amerikanistischen Haltung äußert. Die Glorifizierung Japans imperialistischer Vergangenheit spielt eine große Rolle, sowie die Forderung, die im Zweiten Weltkrieg verlorenen Gebiete wieder zurückzugewinnen. Parolen verbreiten sie vornehmlich über Lautsprecheranlagen von Kleinbussen. Sie neigen zu extremen Ausschreitungen und sind stark mit der Geschichte der Yakuza verknüpft.

### Medien und Literatur
Nihonjinron (日本人論), auch bekannt als Nihonbunkaron (日本文化論) sind Diskurse, die Japans besondere und einzigartige kulturelle Stellung gegenüber anderen Kulturen proklamiert. Zwischen 1945 und 1978 wurden um die 700 Schriften zu nationalistischen Ansichten in Zeitungen, Magazinen und Büchern veröffentlicht. Themen waren u. a. die Homogenität, das heißt, die Einzigartigkeit des japanischen Volkes, die Inkompetenz der Ausländer japanische Kultur und Sprache zu verstehen und zu erlernen, sowie die Forderung Wirtschaft, Politik und Gesellschaft vor dem Einfluss von Ausländern zu schützen.
Heutzutage findet der Nationalismus Eingang in zahlreichen Anime und Manga, wie am Beispiel der sport-orientierten Anime-Serien deutlich wird. Das japanische Team wird als gewinnende Sympathieträger dargestellt, wie in Captain Tsubasa, Prince of Tennis, Slam Dunk und einigen mehr. Anime und Manga nehmen einen festen Platz im heutigen Medien- und Unterhaltungsgenre ein und dienen somit als nützliches Tool zur Steigerung der Popularität Japans im In- und Ausland. Es stellt Japans Bemühungen dar, ein positives Selbstbild und Image zu erschaffen und aufrechtzuerhalten. Zwar gibt es Serien, die Themen zu Krieg und Gewalt aufgreifen, jedoch nur wenige, in denen die historische Schuld Japans als kriegsführender Aggressor Staat des 20. Jahrhunderts deutlich hervorgeht.

### Ethnische Minderheiten
Nach dem Kriegsende 1945 erhielten viele Staaten, die vor dem Zweiten Weltkrieg Protektorat Japans waren, ihre Unabhängigkeit zurück. Verbunden damit war, dass viele ansässige Minderheiten ihre japanische Staatsbürgerschaft verloren und sich wieder mit ihrem ursprünglichen Herkunftsland ausweisen mussten. Somit fielen sie nicht mehr unter den „Bürgerbegriff“, was dazu führte, dass sie eine untergeordnete Stellung gegenüber Japanischen Staatsbürgern hatten.
Besonders betroffen waren die in Japan lebenden Nord- und Südkoreaner – Zainichi (在日, also „In-Japan-Lebenden“), aber auch Chinesen – Auslandschinesen, Ainu – Ureinwohner der Hokkaidō-Inseln, Ryūkyūans – Ureinwohner der Ryūkyū-Inseln (heute meist auf der Hauptinsel Okinawa) und die Burakumin (部落民), eine ausgestoßene Gruppe am Rande Japans sozialer Ordnung. Fremdenfeindlichkeit und Diskriminierung zog sich durch alle gesellschaftliche Instanzen, sodass sie in vielen Bereichen des öffentlichen Lebens benachteiligt wurden.
Heute ist der Anteil an Ausländern in Japan mit ca. 2 % immer noch recht gering im Vergleich zu anderen Industriestaaten, jedoch sind die Zahlen in den letzten Jahren spürbar angestiegen. Einem Bericht der Economic and Social Council of the UN von 2006 zufolge sind Rassendiskriminierung und Fremdenfeindlichkeit weiterhin weit verbreitet in Japan. Minderheiten erfahren politische, soziale, wirtschaftliche und kulturelle Ausgrenzung, was auch mit hoher Arbeitslosenquoten und vermehrter Kriminalität zusammenhängt.
Im Gegensatz zu früher ist jedoch schon teilweise eine Verbesserung durch spezifische gesetzgebende Maßnahmen eingetreten. Bis Mitte der 1980er Jahre wurde zum Beispiel die Existenz japanischer Ureinwohner von der Regierung gänzlich abgestritten. Erst 2008 wurden Gesetze verabschiedet, die die Ainu als ein indigenes Volk mit eigener Sprache, Kultur und Religion, schützen sollen.

## Symbole des japanischen Nationalismus
Die Meiji-Periode hat eine ganze Reihe nationalistischer Symbole und Riten hervorgebracht, die es zuvor mit dieser Bedeutung noch nicht gab. Sie wurden durch gezielte Propaganda verbreitet und haben noch heute eine nationalistische Bedeutung.

### Banzai
Banzai (万歳) ist eine Abkürzung der Japanischen Floskel Tennō heika Banzai! (天皇陛下万歳, „Lang lebe seine Majestät der Kaiser – Tennō.“), die zu Ehren des Kaisers benutzt wurde. Nach der Meiji-Restauration wurde es zu banzai (ばんざい) abgekürzt und ist ein Ausdruck der Allgemeinen Freude und des Enthusiasmus.

### Kaiser als Symbol
Dem Tennō (天皇) wurde durch die nationalistische Staatsideologie, die insbesondere durch die Meiji-Restauration stärker vorangebracht wurde, eine immer größere Rolle im Staat zu teil.
Er stand bildlich für den Vater Japans und seine Untertanen waren die Kinder, die ihm ergeben zu sein hatten. Er wurde als lebender Gott bezeichnet, den man respektieren und verehren muss.

### Kaisersiegel
Kiku no Gomon (菊の御紋, „Chrysanthemenwappen“), japanisch für das kaiserliche Siegel. Es besteht aus einer stilisierten Chrysantheme mit 16 Blütenblättern. Nur der Tennō selbst darf es benutzen. Man findet es unter anderem auch auf der Hülle des japanischen Passes. Der Thron des japanischen Kaisers (Tennō) wird daher auch als „Chrysanthementhron“ bezeichnet. In Japan wird das „Chrysanthemensymbol“ manchmal auch als Shiragiku (白菊, dt. „weiße Chrysantheme“) bezeichnet.

### Kyokujitsuki
Kyokujitsuki (旭日旗, „Flagge der aufgehenden Sonne“, englisch Rising Sun Flag): Die Legende, dass die Japaner in weitesten Sinne von der Sonnengöttin Amaterasu abstammen, wird durch das Symbol der Sonne auf der japanischen Flagge gezeigt.

### Kriegssymbole
- Japanische Nationalflagge
- Good Luck Flag („Glücksflagge“ – unterschriebene Kriegsflagge)
- Hachimaki-Stirnband
- Senninbari („Eintausend-Stiche-Gürtel“)

### Weitere Symbole
- Kimi ga Yo (Japanische Nationalhymne)
- Nationale Shintō-Schreine – z. B. der Yasukuni-Schrein
- Hauptstadt als Symbol für die Ganze Nation